# 172 av. J.-C.
Cette page concerne l'année 172 av. J.-C. du calendrier julien proleptique.

## Événements
- 15 novembre 173 av. J.-C. (15 mars 582 du calendrier romain) : début à Rome du consulat de Gaius Popilius Laenas et Publius Aelius Ligus ; premier consulat géré conjointement par deux consuls plébéiens depuis 454 av. J.-C.[1].
  - Gaius Popilius Laenas s'oppose à la motion du Sénat romain qui reprochait à son frère Marcus Popilius Laenas (consul en 173 av. J.-C.) d'avoir exercé une répression excessive contre la tribu ligure des Statellates, et l'obligeait à leur restituer leurs biens. Le Sénat, irrité contre les deux consuls, s'oppose à toute levée de troupes et ils restent à Rome, tandis que Marcus Popillius Laenas attaque de nouveau les Statellates et en tue 10 000, ce qui provoque un soulèvement général des Ligures. Les tribuns du peuple font voter une loi qui ordonne la mise en liberté des Statellates. Gaius Popilius Laenas est relevé par les deux consuls, puis comparait devant le Sénat, mais n’est pas jugé[1].
  - Les envoyés de Carthage exposent leurs plaintes au Sénat au sujet des usurpations de Massinissa ; le Sénat demande au fils du roi de Numidie, Gulussa, alors à Rome, de retourner auprès de son père pour qu'il envoie immédiatement des ambassadeurs à Rome pour répondre aux griefs des Carthaginois[2].
- Avril[3] : Eumène, roi de Pergame, vient à Rome et instruit le Sénat des entreprises de Persée de Macédoine contre la République romaine : renversement de chefs tribaux pro-romains, tentative de gagner la Ligue achéenne et préparatifs de guerre. Peu après, Harpale, ambassadeur de Persée, nie mais assure que son maître se défendra en cas d'attaque. Sur le chemin du retour, Eumène, en visite à Delphes, est attaqué dans un défilé et presque tué par des pierres jetées de la montagne sur son cortège. Des agents macédoniens sont incriminés[2]. 
  - Le commissaire romain Caius Valerius, renvoyé en Grèce, en obtient la preuve qu'il présente au Sénat avec celle des préparatifs de guerre de Persée. Il rentre à Rome avec Praxo, la femme qui a hébergé à Delphes les assassins d’Eumène, et Rammius Lucius, riche citoyen de Brundisium, que Persée a tenté de soudoyer pour qu’il empoisonne des généraux romains qu’il recevait dans sa maison[2].
  - Une ambassade que le Sénat a envoyée en Macédoine pour demander réparation rentre à Rome faire son rapport : le roi de Macédoine les a reçus avec arrogance ; il nie tout en bloc, souhaite renégocier le traité de Tempé de 196 av. J.-C. qu'il juge inégal, et a reçu secrètement des délégations asiatiques ; une délégation illyrienne envoyée à Rome par le roi Gentius est accusée d'espionnage pour le compte de Persée[2].
  - Des émissaires envoyés auprès d’Antiochos IV, de Ptolémée VI et d’Eumène déclarent que les trois rois ont refusé de s’allier contre Rome avec Persée[2].
- Juillet : le Sénat romain ordonne la mobilisation de troupes qui doivent être immédiatement convoyées par le préteur Caius Sicinius à Apollonie d'Illyrie et de la mise en garnison dans les places côtières pour préparer l'arrivée de l'armée consulaire[3]. Début de la troisième guerre de Macédoine (fin en 168 av. J.-C.).

- Automne : les légats A. Atilius Serranus et Q. Marcius Philippus rencontrent Persée et négocient une trêve favorable à Rome car elle permet d'avancer les préparatifs de guerre. Persée de Macédoine envoie une nouvelle ambassade pour demander le retrait des troupes romaines au Sénat, s'engageant à accorder les réparations qu'on exigera de lui en faveur des alliés. L'ambassade du roi est chassée de Rome[4].

- Guerre civile entre Jason et Ménélas, nommé grand prêtre de Jérusalem à sa place : profitant d’une mission à Antioche, Ménélas, frère de Simon, le prévôt du temple, se fait accorder l’investiture pontificale « en offrant 300 talents de plus » que Jason qui se réfugie en Ammanitide. Ménélas a bientôt un différend avec l’éparque (commandant) de l’Acropole Sostrate. Ils vont s’expliquer tous les deux devant la cour d’Antioche. Pour financer sa défense, Ménélas vend les vases sacrés du temple, scandale dénoncé par Onias III à Antioche. Profitant de l’absence d’Antiochos IV, Ménélas soudoie Andronique, lieutenant provisoire du royaume pour qu’il supprime Onias. Andronique fait sortir Onias du temple d’Apollon à Daphné près d’Antioche où il s’était réfugié et le met à mort[5]. Au retour d’Antiochos IV, Andronique sera exécuté pour ce crime (170 av. J.-C.). Ménélas, rentré à Jérusalem, est attaqué en justice par le Conseil des Anciens (Gérousia). Le procès est porté devant Antiochos IV, alors à Tyr. Soutenu par le gouverneur de Cœlé-Syrie, Ménélas l’emporte et les trois délégués du Conseil des Anciens sont mis à mort[6].

- Cléopâtre II épouse son frère aîné Ptolémée VI[7] (ou en 175-174[8]).

## Décès
- Marcus Sempronius Tuditanus, homme politique romain.